# World Series 1991
Le World Series 1991 sono state la 88ª edizione della serie di finale della Major League Baseball al meglio delle sette partite tra i campioni della National League (NL) 1990, gli Atlanta Braves, e quelli della American League (AL), i Minnesota Twins. A vincere il loro terzo titolo furono i Twins per quattro gare a tre.
ESPN votò queste World Series come le migliori tutti i tempi nel suo "World Series 100th Anniversary", con cinque gare che furono decise per un solo punto, quattro decise all'ultimo turno in battuta e tre che terminarono agli extra inning.
Oltre all'incertezza delle partite, queste finali videro altri momenti rimasti celebri. La settima e decisiva partita ad esempio terminò 0–0 nei nove inning regolamentari e fu vinta per 1-0 dai Twins col loro lanciatore partente Jack Morris che lanciò in tutti i dieci inning, venendo premiato come MVP delle World Series. Con 69 inning totali, le World Series 1991 detengono il record come le più lunghe finali al meglio delle sette partite.

## Sommario
Minnesota ha vinto la serie, 4-3.
| Game | Data       | Score                                               | Stadio                        | Tempo | Pubblico |
| ---- | ---------- | --------------------------------------------------- | ----------------------------- | ----- | -------- |
| 1    | 19 ottobre | Atlanta Braves – 2, Minnesota Twins – 5             | Hubert H. Humphrey Metrodome  | 3:00  | 55.108   |
| 2    | 20 ottobre | Atlanta Braves – 2, Minnesota Twins – 3             | Hubert H. Humphrey Metrodome  | 2:37  | 55.145   |
| 3    | 22 ottobre | Minnesota Twins – 4, Atlanta Braves – 5 (12 inning) | Atlanta–Fulton County Stadium | 4:04  | 50.878   |
| 4    | 23 ottobre | Minnesota Twins – 2, Atlanta Braves – 3             | Atlanta–Fulton County Stadium | 2:57  | 50.878   |
| 5    | 24 ottobre | Minnesota Twins – 5, Atlanta Braves – 14            | Atlanta–Fulton County Stadium | 2:59  | 50.878   |
| 6    | 26 ottobre | Atlanta Braves – 3, Minnesota Twins – 4 (11 inning) | Hubert H. Humphrey Metrodome  | 3:46  | 55.155   |
| 7    | 27 ottobre | Atlanta Braves – 0, Minnesota Twins – 1 (10 inning) | Hubert H. Humphrey Metrodome  | 3:23  | 55.118   |

## Hall of Famer coinvolti
- Twins: Kirby Puckett, Jack Morris
- Braves: Bobby Cox (manager), John Schuerholz (GM), Tom Glavine, John Smoltz